# Ammotrechella apejii
Ammotrechella apejii är en spindeldjursart som beskrevs av Muma 1971. Ammotrechella apejii ingår i släktet Ammotrechella och familjen Ammotrechidae. Inga underarter finns listade i Catalogue of Life.